# SUV39H2
Histona-lisina N-metiltransferasa SUV39H2 es una enzima que en humanos está codificada por el gen SUV39H2.